# Raj Bhavsar
Raj Bhavsar född den 7 september 1980 i Houston, Texas, är en amerikansk gymnast.
Han tog OS-brons i lagmångkampen i samband med de olympiska gymnastiktävlingarna 2008 i Peking.